# Frank L. Packard
Frank Lucius Packard (Montreal, 2 de febrero de 1877 - Lachine, 17 de febrero de 1942) fue un novelista canadiense  que abordó los géneros de novela policíaca y relatos de aventuras, siendo uno de sus personajes más connotados Jimmie Dale.

## Biografía
Frank L. Packard nació en Montreal, Quebec y se educó en la Universidad McGill y la Universidad de Lieja.
Cuando era joven trabajó como ingeniero civil para el Canadian Pacific Railway, cuya experiencia lo llevó a escribir muchos relatos ferroviarias y luego una serie de novelas de misterio, la más famosa de las cuales presentaba a un personaje llamado Jimmie Dale, alias «la foca gris», el que aparecería inicialmente en 1914 en People's Magazine.
Varias de sus novelas se llevaron al cine.
Frank Packard murió en 1942 en Lachine, Quebec y fue enterrado en el cementerio Mount Royal en Montreal.

## Obras

### Serie Jimmie Dale
- The Adventures of Jimmie Dale  (1917) – (en Wikisource)
- The Further Adventures of Jimmie Dale  (1919) – (en Wikisource)
- Jimmie Dale and the Phantom Clue  (1922)
- Jimmie Dale and Blue Envelope Murder  (1930)
- Jimmie Dale and the Missing Hour  (1935)
- Return of the Grey Seal  (2007) – (e-book, compilación de dos libros)
- Jimmie Dale, Alias the Gray Seal por Michael Howard  (2017) – (La primera novela nueva de Gray Seal en más de 80 años)

### Otras obras
- On the Iron at Big Cloud (1911) (en Wikisource)
- Greater Love Hath No Man (1913) (en Wikisource)
- The Miracle Man  (1914) – (en Wikisource)
- The Belovéd Traitor  (1915)
- The Sin That Was His  (1917)
- The Wire Devils  (1918)
- Coogan's Last Run (novela corta). Publicada en Top-Notch magazine en febrero de 1918; una versión ligeramente ampliada del cuento "The Guardian of the Devil's Slide" que está incluída en On The Iron at Big Cloud (1911))
- From Now On  (1919)
- The Night Operator  (1919)
- The White Moll  (1920) – (en Wikisource)
- Pawned  (1921)
- Doors of the Night  (1922)
- The Four Stragglers  (1923)
- The Locked Book  (1924)
- Running Special  (1925)
- Broken Waters  (1925)
- The Red Ledger  (1926)
- The Devil's Mantle  (1927)
- Two Stolen Idols  (1927)
- Shanghai Jim  (1928)
- The Big Shot  (1929)
- Tiger Claws  (1929)
- Gold Skull Murders  (1931)
- The Hidden Door  (1933)
- The Purple Ball  (1933)
- The Dragon's Jaws  (1937)
- More Knaves Than One (1938) (Incluye: More Knaves Than One, The King of Fools, Behind The Masks, y The Devil Sits In)